# 1862 au théâtre
| Années du théâtre : 1859 - 1860 - 1861 - 1862 - 1863 - 1864 - 1865    |
| Décennies du théâtre : 1830 - 1840 - 1850 - 1860 - 1870 - 1880 - 1890 |

## Événements
- L'actrice française Sarah Bernhardt fait ses débuts à la Comédie-Française.
- Démolition du théâtre des Funambules en même temps que celle du « boulevard du Crime » en raison des grands travaux haussmanniens à Paris sous le Second Empire.

## Pièces de théâtre représentées
- 11 mars : La Vie de club, drame en prose en 5 actes d'Émile de Kératry, au théâtre de Lille,
- 8 septembre : Le Bossu, drame en 5 actes de Paul Féval et Anicet-Bourgeois, au théâtre de la Porte-Saint-Martin.
- 22 décembre : Hé! Allez donc Turlurette, revue des Frères Cogniard et Monsieur Clairville, au théâtre des Variétés
- 30 décembre : Les 37 sous de M. Montaudoin d'Eugène Labiche, au Théâtre du Palais-Royal

## Décès
- 30 novembre : Gaspard Tourret, auteur dramatique français, né le 16 août 1787.